# Saba
 For alternative betydninger, se Saba (flertydig). (Se også artikler, som begynder med Saba)
Saba var et rige i Arabien eller Afrika, der omtales i fortællingerne om dronningen af Saba, der besøgte kong Salomon.

## Beliggenhed
Riget lå ifølge traditionen på et højt bjerg ved vejen mellem Aden og Marib. Ifølge Bibelen var det residens for dronningen af Saba, kendt fra kong Salomos historie (i Første Kongebog 10). Også i Koranen omtales riget; dronningen af Sabas besøg hos kong Sulayman (Salomo) omtales i sura 27, mens sura 34 beskriver Saba og Marib-dæmningens sammenbrud i 500-tallet.
Ifølge det etiopiske nationalepos Kebra nagast lå riget i Etiopien, ikke i det vestlige Yemen. Men der er forskere, som hævder, at Saba i en stor del af sin historie kunne have strakt sig over Det Røde Hav. Hvis man ser på et kort over området, hvor Tårernes port markerer den smalleste passage mellem Afrika og Den Arabiske Halvø i hele Det Røde Hav, er det ikke utænkeligt at forestille sig et rige, som strakte sig over havet og således omfattede dele af nutidens Yemen, Djibouti, Etiopien og det nordlige Somalia.

## Historie

### Sabæerne
Indbyggerne i Saba, sabæere, var et folk, som fra 600-tallet til slutningen af 100-tallet f.Kr. herskede i det sydvestlige Arabien. Allerede længe inden var en selvstændig kultur opblomstret på denne del af halvøen, hvor minéerne under århundreder havde formidlet samfærdsel mellem Indien og middelhavslandene. Kort efter 700 f.Kr. synes minéerne at være blevet styrtet af sabæerne, hvis regenter under den første tid synes at have holdt til i Sirwah i en af de mest øde egne i hele Arabien.
Da de sabæiske erobrere omkring 500 f.Kr. havde undertrykt hele det mineiske område, antog deres herskere, hvis hovedstad fra da af var det blomstrende Marib, titlen "konge af Saba". Under stadige kampe med kongerne i Kataban (sydøst for Marib) og Hadramaut, kystlandet øst for Yemen, udvidedes det sabæiske rige i Yemen mere og mere, på samme tidspunkt som den materielle kultur kraftigt fremmedes af den livlige handel med fjerne egne.

### Himyarer
Da herskerne i Egypten, ptolemaierne, indledte direkte handelsforbindelser med Indien og gjorde Alexandria til midtpunkt for transithandelen mellem Asien og Europa, begyndte sabæernes magt snart at svinde. Efter langvarige kampe blev de omkring 115 f.Kr. fortrængt af en anden sydarabisk stamme, himyarerne, som styrtede riget Kataban og bemægtigede sig den sabæiske hovedstad Marib. Himyarerne, som tidligere havde boet i det sydvestligste hjørne af halvøen, udgjorde ifølge arabernes genealogiske legender en ældre gren af sabæerne. Deres stamfader, Himyar, var nemlig en ældre søn af Abd schams med tilnavnet Saba, hvis yngre søn, Kahlan, var stamfader til en anden gren. I videre mening omfatter navnet "sabæer" således også himyarerne; i snæver mening betegner det derimod efterkommerne af Sabas yngre søn, i modsætning til himyarerne. Hos grækerne omtales himyarerne under navnet homeriter.
Efter det sabæiske riges fald antog de himyariske konger den gamle titel med tilføjelse af Dhu Raidan efter bjerget Raidan i nærheden af katabanernes hovedstad Tamna, så deres fuldstændige titel lød: "Konge af Saba og Dhu Raidan". I 26 f.Kr. forsøgte romerne at bemægtige sig Sydarabien for at komme i besiddelse af dets enorme rigdomme, som næsten var blevet en myte blandt antikkens folk. Kejser Augustus udsendte nemlig en ekspedition under Aelius Gallus, men foretagendet mislykkedes fuldstændigt i Arabiens økener.

### Abbessinsk erobring og senere tid
Større fremgang havde andre indtrængende. Befolkningen i Abessinien bestod for stor del af sydarabiske stammer, som allerede under det sabæiske styre var indvandret i Afrika og der opblandede med hamiter. Senere skete en tilbagevandring til Sydarabien, og allerede i 1. århundrede f.Kr. fik abessinierne fodfæste på den arabiske kyst. Med tiden voksede deres indflydelse, og omkring 300 styrtedes det himyariske styre af abessinierne. Rigets grænser udvidedes yderligere. Det fremgår af titlen "Konge af Saba og Dhu Raidan, Hadramaut og Jemana", men de abessinske erobrere kunne ikke holde sig fast i længden.
Efter Jerusalems ødelæggelse under Titus år 70 e.Kr. var jøderne blevet spredt i alle retninger, og store skarer var også indvandrede til Sydarabien. I samme udstrækning, som den jødiske indflydelse voksede, blomstrede handelen på ny, hvilken altid har været en af de vigtigste kilder til velstanden i det sydlige Arabien, og snart kunne himjariterne fordrive abessinierne, hvorpå et jødisk-himjaritisk styre oprettedes, som eksisterede fra omkring 375 til 525.
Imidlertid havde kristendommen tidligt vundet tilslutning i Sydarabien, og da de kristne trådte i opposition til den herskende klasse, som bekendte sig til jødedommen, gennemførte kong Dhu Nuwas blandt sine kristne undersåtter et forfærdeligt blodbad, som blev anledningen til det himjaritiske styres omstyrtning. I sin nød vendte de kristne sig nemlig med en bøn om hjælp til kejseren Justinus I i Konstantinopel (518–527), og på hans foranledning foretog den kristne konge i Abessinien et erobringstog mod Yemen, hvilket endte med landets fuldstændige undertrykkelse.
Det abessinske styre varede imidlertid ikke længe. De gamle sydarabiske adelsslægter, som var forblevet hedninge trods både jødisk og kristen indflydelse, vendte sig til perserne. De fordrev abessinierne og indsatte egne statholdere i Yemen omkring 575. Men efter at den persiske konge Khusrov II var død i 628, overgik hans statholder Badhan til islam, og allerede 631 havde islam alment vundet fremgang i landet.

## Marib-dæmningen
I 700-tallet f.Kr. byggedes en stor dæmning ved Marib. Dæmningen sikrede opsamlingen af en stor del af årets regn, som kom til nytte under den lange tørkeperiode og tillod jordbrug og have en større befolkning. I 500-tallet e.Kr. styrtede den store Marib-dæmning sammen, hvilket faldt sammen med en nedgang i riget Sabas betydning for regionen.
I 1986 færdigbyggedes en ny dæmning 3 kilometer højere oppe i dalen (Wadi Dhana) end den antikke dæmning. Fordæmningen er 38 meter høj og 763 meter bred, og dæmningssøen rummer 398 millioner kubikmeter. I april 2010 nåede vandmængden op til 100 millioner kubikmeter, og derefter slap man på tre måneder 80 millioner liter ud i dalen. Byggeriet af den nye dæmning bekostedes af De Forenede Arabiske Emiraters daværende præsident Zayed bin Sultan Al Nahyan, hvis slægt var udvandret fra Marib i 1600-tallet.